# Chiến dịch Chapri Feroz Khel (tháng 2 2009)
Chiến dịch Chapri Feroz Khel là một cuộc hành quân lớn của Pakistan vào ngày 6 tháng 2 năm 2009 nhằm đẩy thành phần Taliban ra khỏi vùng Khyber, thuộc Tây Bắc Pakistan. Trực thăng võ trang và hỏa lực bộ binh Pakistan bắn hạ 52 phiến quân, theo các giới chức an ninh.

## Nguyên nhân
Theo phía Hoa Kỳ, vùng Tây Bắc Pakistan trở nên khu vực an toàn cho al-Qaeda và Taliban, chạy đến nơi đây sau khi quân đội Hoa Kỳ tiến vào Afghanistan năm 2001. Pakistan, dưới áp lực nặng nề của các quốc gia phương Tây, gia tăng các nỗ lực tấn công nhằm tiêu diệt thành phần khủng bố ở vùng Tây Bắc, kể cả các khu vực bán tự trị như ở Khyber. Vào sáng ngày Thứ Hai, 2.2.2009 một tên khủng bố tự sát cho nổ xe bom tại một nút chặn, làm bị thương sáu người ở thị trấn Jamrud nằm trên con đường chính dẫn từ Pakistan vào Afghanistan trong vùng bán tự trị Khyber.

## Chiến dịch
Cuộc hành quân này, do lực lượng biên phòng tiến hành với sự hỗ trợ của không quân và pháo binh, khởi sự vào lúc sáng sớm trong vùng đồi núi hiểm trở phía Tây Bắc Pakistan, nơi sinh sống của các bộ tộc thiểu số, vốn cũng là nơi con đường tiếp vận quan trọng của Hoa Kỳ và NATO đi ngang qua để vào lãnh thổ Afghanistan. Theo một viên chức cao cấp liên hệ đến cuộc hành quân, lực lượng biên phòng hạ 52 phiến quân, tiến đánh năm địa điểm và phá hủy một hầm đạn cùng tám chiếc xe ở Chapri Feroze Khel tại Khyber. Theo một người khác, tổn thất của địch quân là 52 người chết nhưng có thể còn cao hơn nữa.
Các con số này không thể kiểm chứng trong vùng xa xôi đầy nguy hiểm, nơi các binh sĩ Pakistan giao tranh với Taliban để tái lập an ninh ở đèo Khyber hầu các xe vận tải chở hàng cho chiến trường Afghanistan có thể lưu thông.
Phần lớn phiến quân bị giết bởi hỏa lực trực thăng trong và quanh cứ địa của họ. Có khoảng từ 10 đến 15 phiến quân bị giết khi tiến đến gần vị trí đóng quân chính phủ. Các cuộc giao tranh tập trung quanh làng Chapri Feroze Khel, sâu trong vùng thung lũng Khyber, gần biên giới Afghanistan. Nguồn tin chính phủ Pakistan nói rằng một kho đạn lớn bị phá hủy và có thiệt hại nặng nề về phía phiến quân.